# Anandiben Patel

Anandiben Patel (2014)

Anandiben Mafatbhai Patel (Gujarati આનંદીબેન મફતલાલ પટેલ, Hindi आनंदीबेन जेठाभाई पटेल; * 21. November 1941 in Kharod, Mehsana, Gujarat) ist eine indische Politikerin der Bharatiya Janata Party (BJP) und amtierende Gouverneurin (Governor) des Bundesstaates Uttar Pradesh sowie des Bundesstaates Madhya Pradesh, dessen Gouverneurin sie bereits zwischen Januar 2018 und Juli 2019 gewesen war. Von 2014 bis 2016 war sie als Nachfolgerin des späteren Premierministers Narendra Modi und als erste Frau überhaupt Chief Minister des Bundesstaates Gujarat.

## Laufbahn
Nach ihrem Studium arbeitete Patel, die die Hochschulabschlüsse Master of Science (M.Sc) und Master of Education (M.Ed. ) erworben hat, von 1968 bis 1998 als Lehrerin an einer höheren Mädchenschule in Ahmedabad und war von 1988 bis 1998 Direktorin dieser Schule.
1988 wurde sie Mitglied der Bharatiya Janata Party (BJP). 1994 wurde sie in die Rajya Sabha, das Oberhaus des indischen Parlaments, gewählt. 1998 trat sie zurück, um für das Parlament von Gujarat zu kandidieren. Ihre Kandidatur war erfolgreich. Von 1988 bis 2002 war sie im Kabinett von Chief Minister Keshubhai Patel (bis 2001) Ministerin für Bildung sowie Ministerin für Frauen und Kinder. 2002, 2007 und 2012 wurde sie erneut ins Parlament von Gujarat gewählt. Von 2002 bis 2007 war Patel im Kabinett von Narendra Modri Ministerin für Bildung, Frauen und Kinder, Sport, Jugend und Kultur. Von 2007 bis 2014 stand sie, ebenfalls unter Modi als Chief Minister, an der Spitze des Ministeriums für Finanzen, Straßen und Bauwesen, Stadtentwicklung, Landreform.
Nachdem Narendra Modi 2014 zum indischen Premierminister gewählt worden war, wurde Patel am 22. Mai 2014 als erste Frau überhaupt Chief Minister von Gujarat. Während ihrer Amtszeit konzentrierte sie sich insbesondere auf die Sozialpolitik, die Förderung von Frauen und von benachteiligten Kasten und Bevölkerungsgruppen sowie auf die Entwicklung der Wirtschaft und Landwirtschaft und brachte zahlreiche Maßnahmen zur Frauenförderung sowie im Gesundheits- und Bildungswesen auf den Weg. Im August 2016 trat die damals 74-jährige Patel von ihrem Amt zurück. Sie begründete dies mit ihrem Alter. Medienberichten zufolge haben aber auch Vorwürfe der Vorteilsgewährung an Geschäftspartner ihrer Tochter Anar Patel im Zusammenhang mit einem Landkauf zu ihrer Entscheidung beigetragen.
Im Januar 2018 ernannte Premierminister Modi Patel zur Gouverneurin von Madhya Pradesh, dieses Amt übte sie bis Juli 2019 aus. Nach dem Tod des Gouverneurs Balram Das Tandon war sie von August 2018 bis Juli 2019 zudem Gouverneurin von Chhattisgarh. Seit Juli 2019 ist Patel Gouverneurin von Uttar Pradesh und seit Juni 2020 nach dem Tod des Gouverneurs Lalji Tandon außerdem erneut Gouverneurin von Madhya Pradesh.
Patel ist eine loyale Anhängerin von Premierminister Narendra Modi, mit dem sie seit Beginn ihrer politischen Karriere eng verbunden ist und als dessen Protegée sie gilt.

## Privatleben
Anandiben Patel ist verheiratet, lebt aber seit Jahrzehnten von ihrem Mann getrennt. Das Paar hat einen Sohn und eine Tochter. 2019 adoptierte sie ein an Tuberkulose leidendes Mädchen.

## Ehrungen
Der Indian Express nahm Patel 2014 in seine Liste der 100 einflussreichsten indischen Persönlichkeiten auf.